# Chính sách thị thực của San Marino

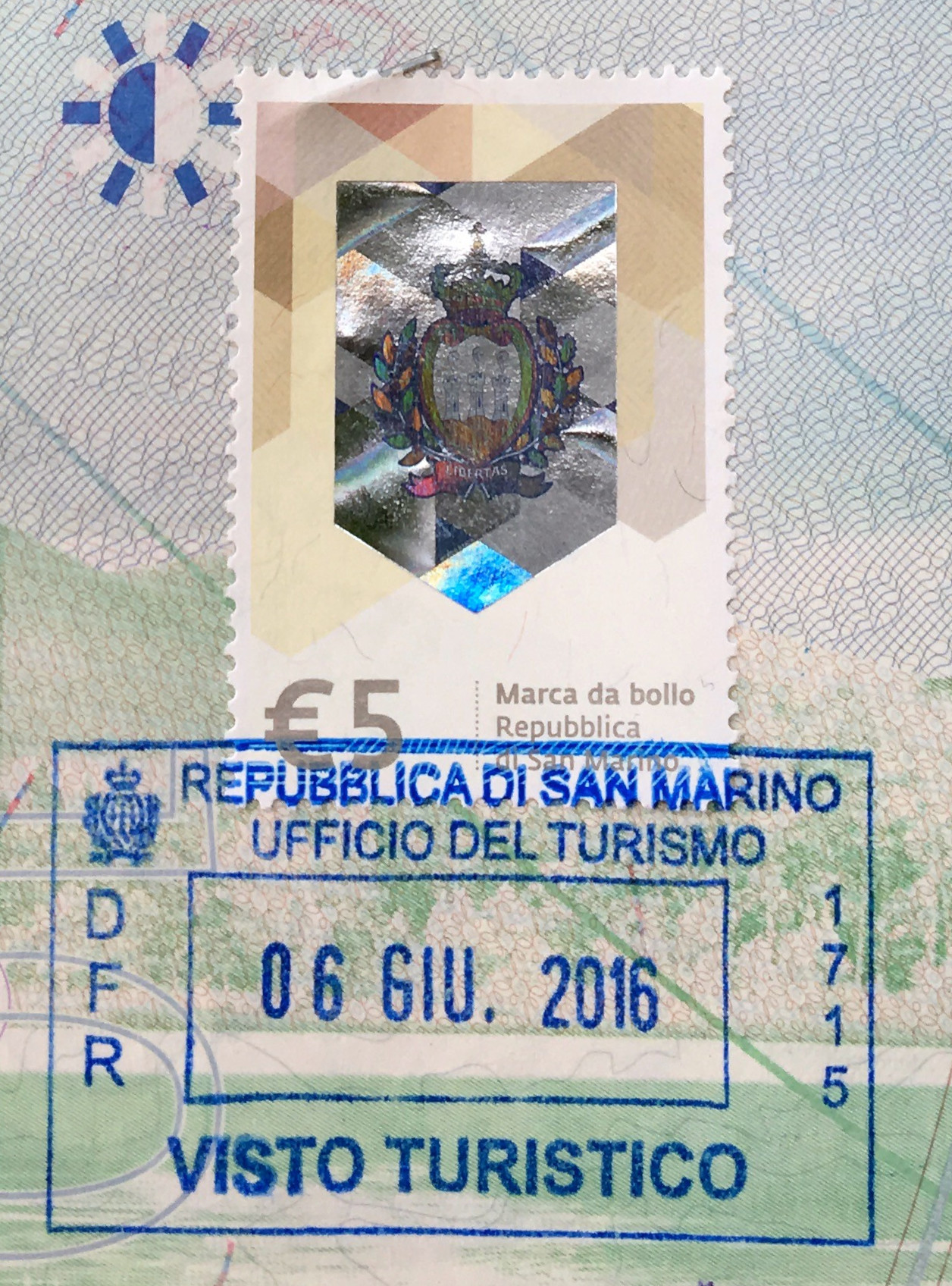
Dấu hộ chiếu lưu niệm

San Marino không phải khành viên Liên minh Châu Âu hay Khu vực Kinh tế Châu Âu. Tuy nhiên, nó có biên giới mở với Ý. Vì chỉ có thể tiếp cận được San Marino qua Ý, nên không thể đến đây mà không đi qua Khối Schengen và vì thế phải có thị thực Schengen. Du khách ở trên 10 ngày tại San Marino phải có cho phép từ chính phủ.

## Thỏa thuận song phương
San Marino có thỏa thuận song phương riêng mà có giá trị biểu tượng với công dân nước ngoài nhưng có ảnh hưởng đến người sở hữu hộ chiếu San Marino. San Marino đã ký thỏa thuận song phương với Argentina, Áo, Bosna và Hercegovina, Bulgaria, Trung Quốc, Phần Lan, Hungary, Nhật Bản, Latvia, Litva, Bồ Đào Nha, Romania, Slovenia, Vương quốc Anh đối với hộ chiếu phổ thông và Azerbaijan, Gambia, Moldova, Swaziland, Tunisia, Thổ Nhĩ Kỳ, Uganda đối với hộ chiếu ngoại giao và công vụ.

## Dấu hộ chiếu
Khi đến San Marino, không có kiểm tra hộ chiếu, do đó không có dấu hộ chiếu. Tuy nhiên, họ có thể đến đóng dấu hộ chiếu làm quà lưu niệm tại cơ quan du lịch quốc gia.